# Grbavci (Gradiška)
Grbavci (szerbül: Грбавци), szerb falu Gradiška községben, Bosznia-Hercegovinában, Bosanska krajina területén, a Szerb Köztársaságban. 

## Fekvése
Bosznia-Hercegovina északi részén, a Potkozarje területén, Banja Lukától légvonalban 30, közúton 58 km-re észak-északnyugatra, községközpontjától légvonalban 15, közúton 21 km-re délnyugatra, a Kozara-hegység északkeleti lábánál, 120-200 méteres magasságban, a Lubina-folyó bal partján levő dombvidéken fekszik. Több, kis településből áll. A falu keleti szélén, a völgy mentén egy helyi út vezet, amely összeköti a falut a község központjával. A mellékutak erre az útra vezetnek. A település szórványos jellegű, a házak több, a mellékutak mentén fekvő falucskában csoportosulnak. Az egyikben az ortodox templom és az általános iskola található. A faluban két fűrészmalom is működik. 1948-ban a településnek még 1479 lakosa volt, de csakhamar megindult az elnéptelenedés.

## Népessége
| Nemzetiségi csoport | Népesség 1991 | Népesség 2013 |
| ------------------- | ------------- | ------------- |
| Szerb               | 956           | 587           |
| Bosnyák             | 2             | 2             |
| Horvát              | 4             | 5             |
| Jugoszláv           | 16            | 1             |
| Egyéb               | 13            | 13            |
| Összesen            | 991           | 608           |

## Története
A település 1878-ig tartozott az Oszmán Birodalomhoz, ekkor a berlini kongresszus határozata alapján az Osztrák-Magyar Monarchia része lett. 1910-ben a Bosanska Gradiškai járáshoz tartozó településen 169 háztartást, 1020 ortodox szerb, 3 muszlim és 3 római katolikus lakost találtak.
A monarchia szétesésével 1918-ban előbb a Szerb-Horvát-Szlovén Királyság, majd 1929-től a Jugoszláv Királyság része. 1921-ben 173 háztartása és 870 lakosa volt.  Jugoszlávia megszállása után a település a Független Horvát Állam (NDH) része lett. Lakói közül sokan csatlakoztak a Kozara-hegységben meghúzódó partizánokhoz. Sok podgradi polgár nem élte túl a második világháborút, közülük többen pusztultak el a partizánmozgalomban és az usztasa táborokban. Az 1941 novemberi usztasa terror után csak 1942 kora őszén kezdett visszatérni az élet, amikor horvát partizánok Szlavóniából sok elhurcolt helybelit visszahoztak. 1944 januárjában ismét erős ellenséges erők támadták meg a Kozara vidékét. Az újabb offenzíva a sorban borította sötétségbe a környék falvait. 1945-től a település a szocialista Jugoszlávia része lett. A boszniai háború idején a település a Boszniai Szerb Köztársaság része volt. A daytoni békeszerződést követő területfelosztásnál a település Bosanska Gradiška község részeként a Szerb Köztársaság területéhez került.

## Nevezetességei
Szent Péter és Pál apostolok tiszteletére szentelt pravoszláv temploma. Az alapokat 1892. november 7-én tették le és szentelték fel. A Nemzeti Műemlékvédelmi Bizottság 2013. november 6. és 8. között tartott ülésén hozott határozatot a templom Bosznia-Hercegovina nemzeti emlékművévé nyilvánításáról.